# قاسم‌آباد (بردسکن)
قاسم‌آباد نام روستایی از توابع بخش انابد شهرستان بردسکن در استان خراسان رضوی است. این روستا در دهستان درونه قرار دارد و براساس سرشماری سال ۱۳۸۵ جمعیت آن ۳۵ نفر (۸ خانوار) بوده است.